# Ольгинська бухта
Ольгинська бухта — бухта Чорного моря, розташована в Туапсинському районі Краснодарського краю Росії. В бухту впадає річка Ту. З північного заходу бухти знаходиться мис Агрія, з південного сходу — мис Грязнова.
На березі бухти знаходиться селище Ольгінка, за яким вона і отримала свою назву, а селище, у свою чергу, — на честь великої княгині Ольги.
На плато над бухтою розташований заказник та однойменний санаторій Агрія. Глибина бухти — близько 17 метрів, на березі — смуга пляжу.